# Аляпкин, Роман Олегович
Роман Олегович Аляпкин (лит. Roman Aliapkin, род. 1 ноября 1993, Подольск, Московская область) — российский и литовский хоккеист, защитник.

## Биография
Родился 1 ноября 1993 года в городе Подольске Московской области.
Воспитанник хоккейного клуба «Витязь» (Подольск). Первый тренер Игорь Геннадьевич Велькер.
В 2003—2010 годах выступал за клуб «Витязь» (Подольск) в чемпионатах Москвы среди юношей. В сезоне 2010/11 провел в хоккейном клубе «Капитан» (Ступино), играя в Юниорской лиге.
В 2011 году в составе сборной команды Литвы принимал участие в Чемпионате мира среди юниоров, Дивизион II, группа В.
Профессиональную карьеру начал в сезоне 2011/12 в команде «Энергия» (Электренай) в чемпионате Латвии. В 2012 году в составе сборной Литвы играл на чемпионате мира в дивизионе I.
В 2012—2014 годах выступал в Молодёжной хоккейной лиге за курганский «Юниор». В «Юниоре» играл под номером 72.
Окончил Подольский социально-спортивный институт, педагог.
С 2016 года - заместитель директора по безопасности и учителем физкультуры школы № 18 (город Подольск).
Председатель ГМО по безопасности г.Подольск.
По направлению - антитерорестическая защищенность образовательных объектов.

## Достижения
- Бронзовый призёр чемпионата мира среди юниоров в 2011 году в составе сборной Литвы.
- Обладатель Кубка Регионов МХЛ в сезоне 2012/2013 в составе курганского «Юниора».
- Чемпион Первенства МХЛ в сезоне 2012/2013 в составе курганского «Юниора».
- Бронзовый призёр чемпионата мира 2014 первого дивизиона группы В в составе сборной Литвы.

## Статистика

### Клубная
| 2011/12 | Энергия (Электренай) | Чемпионат Латвии | 7  | 28 | 19 | 15 | 34 | 59 | —  | — | —  | —  | — |
| 2012/13 | Юниор (Курган)       | Первенство МХЛ   |    | 29 | 12 | 19 | 31 | 14 | 14 | 6 | 12 | 18 | 2 |
| 2013/14 | Юниор (Курган)       | Чемпионат МХЛ    | 10 | 37 | 14 | 21 | 35 | 14 | —  | — | —  | —  | — |

### Международная
| Год  | Команда | Турнир                | Место  |   | И | Г | П  | О | ШМ |
| ---- | ------- | --------------------- | ------ | - | - | - | -- | - | -- |
| 2011 | Литва   | ЮЧМ II дивизион       | Бронза | 5 | 3 | 7 | 10 | 4 |    |
| 2011 | Литва   | МЧМ II дивизион гр. А |        | 5 | 2 | 6 | 8  | 6 |    |
| 2012 | Литва   | ЧМ I дивизион         | 5      | 5 | 5 | 4 | 9  | 4 |    |
| 2014 | Литва   | ЧМ I дивизион         | Бронза | 5 | 0 | 4 | 4  | 4 |    |